# Marcin Bocian
Marcin Bocian (ur. 21 sierpnia 1987 w Warszawie) – reprezentant Polski w snowboardcross oraz jeden z czołowych windsurferów Polski w klasie Freestyle. Jako przedstawiciel grupy Laola Team jest pomysłodawcą oraz współorganizatorem amatorskich zawodów freestylowych w windsurfingu pod nazwą „King Of Hell” rozgrywanych na wodach Zatoki Puckiej. Od 2015 Wiceprzewodniczący ds. Szkolenia w Polskim Stowarzyszeniu Windsurfingu.
Komentator zawodów snowboardowych podczas Igrzysk Olimpijskich w Soczi w TVP, Eurosport, Orange Sport i innych.
Prawnuk przedwojennego piłkarza Legii Zygmunta Rajdka. Skończył Wydział Turystyki i Rekreacji w Szkole Głównej Gospodarstwa Wiejskiego w Warszawie. Aktualnie Członek Zarządu w Warszawskim Okręgowym Związku Narciarskim oraz Wiceprezes Warszawskiego Towarzystwa Sportowego DeSki.

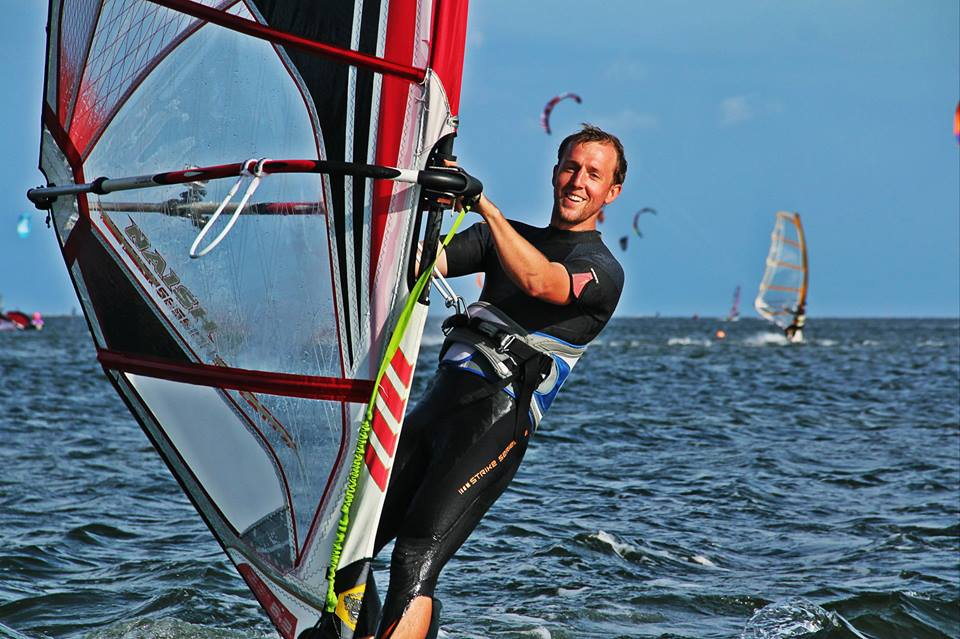
Marcin Bocian uprawiający windsurfing

## Osiągnięcia sportowe
- 2018 – 7. miejsce w Mistrzostwach Polski BMX Racing
- 2016 – Mistrz Polski – 1. miejsce Mistrzostwa Polski - złoty medal w konkurencji Snowcross[3]
- 2015 – 3. miejsce Mistrzostwa Polski – brązowy medal w konkurencji Snowcross
- 2014 – 1. miejsce (snowboard) w Akademickich Mistrzostwach Warszawy i Mazowsza
- 2014 – 3. miejsce Mistrzostwa Polski – brązowy medal w konkurencji Snowcross
- 2013 – 9. miejsce w konkurencji snowboardcross na Uniwersjadzie w Trentino – Włochy
- 2013 – 1. miejsce (snowboard) w Akademickich Mistrzostwach Warszawy i Mazowsza
- 2011 – wicemistrzostwo Polski – srebrny medal w konkurencji Snowcross
- 2011 – 2. miejsce (snowboard) w „RED BULL Zjazd Na Krechę”
- 2010 – wicemistrzostwo Polski – srebrny medal w konkurencji Snowcross
- 2009 – 3. miejsce (snowboard) w „RED BULL Zjazd Na Krechę” z Kasprowego Wierchu[4]
- 2009 – srebrny medal w konkurencji Snowcross na Uniwersjadzie w Chinach (Harbin)[5]